# Brighton (Anglia)
Brighton ([ˈbraɪtən]) kiejtéseⓘ város East Sussex déli partján, Anglia egyik legnagyobb és leghíresebb tengerparti üdülőhelye, egy nagyobb agglomeráció része. Élénk élete kontrasztban áll a közeli Hove visszafogottságával és finomabb karakterével. A két város 1997-ben összefogott és létrehozták a közös Brighton and Hove önkormányzatot, amely 2000-ben city státuszt kapott a királynőtől a millenniumi ünnepségek keretében. Brighton and Hove lakosainak száma 253 500.

## Történelme
A Domesday Book Bristelmestune néven hivatkozik Brightonra. 1514-ben francia fosztogatók felégették a várost egy Anglia és Franciaország között dúló háború keretein belül. A pusztítást csak a Szent Miklós templom és egy korabeli utca, a mai The Lanes élte túl. A városról az első rajz 1545-ben készült, és az 1514-es francia rajtaütést ábrázolta.

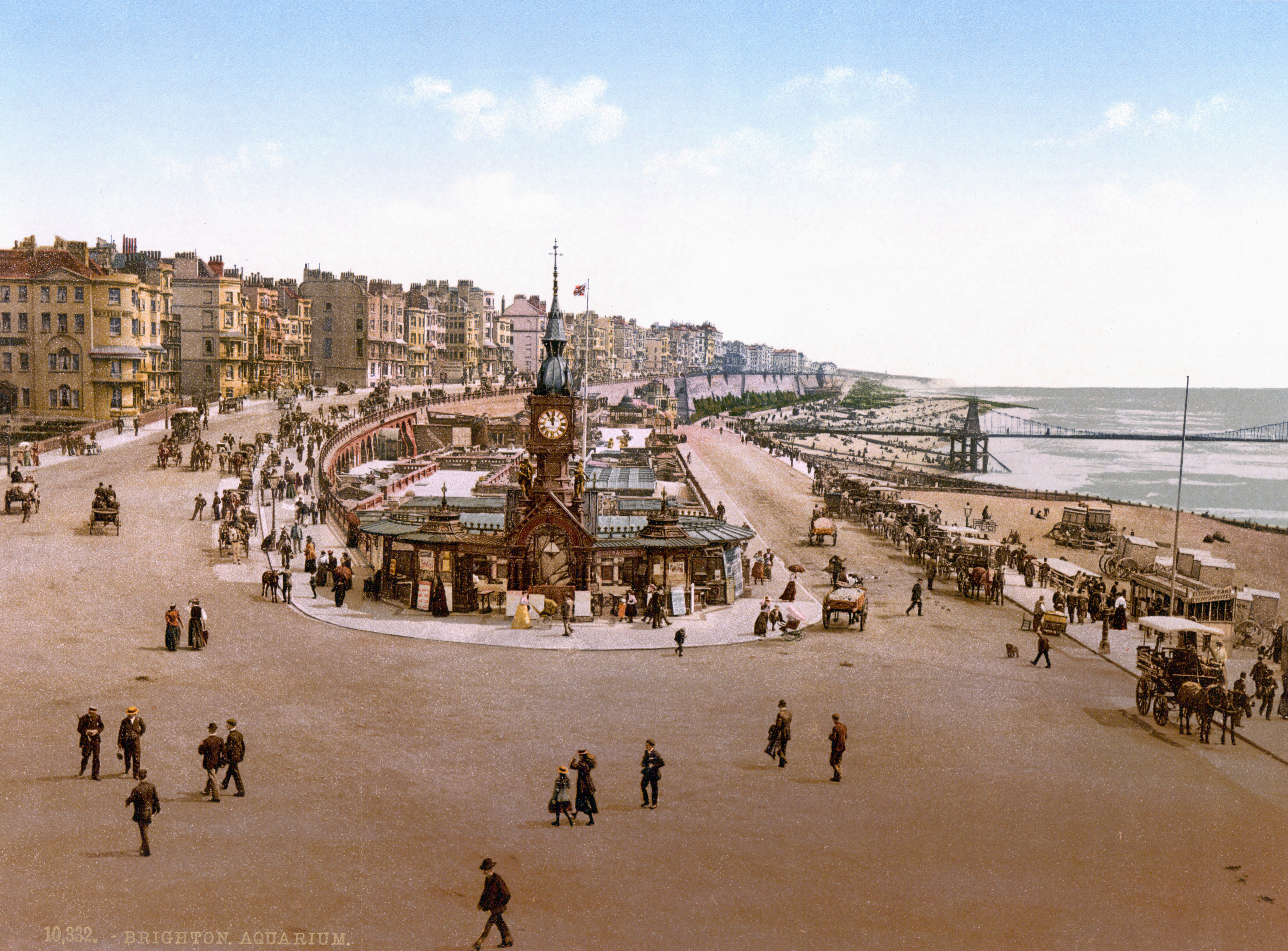
Brighton 1890 körül

Az 1780-as évektől kezdtek el kiépülni a polgári házak, és kezdett el Brighton halászfaluból egy felkapott tengerparti üdülőhellyé válni. A város fejlesztésének 1783-as látogatása óta nagy támogatója maga a régens herceg volt, a későbbi IV. György. A herceg nagyon szívesen töltötte a szabadidejét Brightonban, és a Royal Pavilion kivitelezése is az ő nevéhez fűződik.
A London és Brighton közötti vasúti összeköttetés 1841-ben jött létre, és ez megnyitotta kapuit az egynapos kiruccanásra vágyók előtt is. A fejlődéssel párhuzamosan a lakosság is növekedni kezdett, míg 1801-ben csak 7 ezren laktak a városban, addigra 1901-ben már meghaladta a szám a 120 ezret. Megannyi fő látványosság a viktoriánus korszakban épült, mint a Grand Hotel (1864), West Pier (1866) vagy a Palace Pier (1899).
A népességnövekedés mellett a város határai is kitolódtak, az 1873-as 7 km2-ből, 1952-re 58 km2 lett. Lakóövezetek épültek ki, és több környékbeli falu is Brightonba olvadt.
1997-ben a szomszédos Hove városával összefogott, és létrehozták a Brighton and Hove önkormányzatot, amely 2000-ben a millenniumi ünnepségek keretében city státuszt nyert el II Erzsébettől.

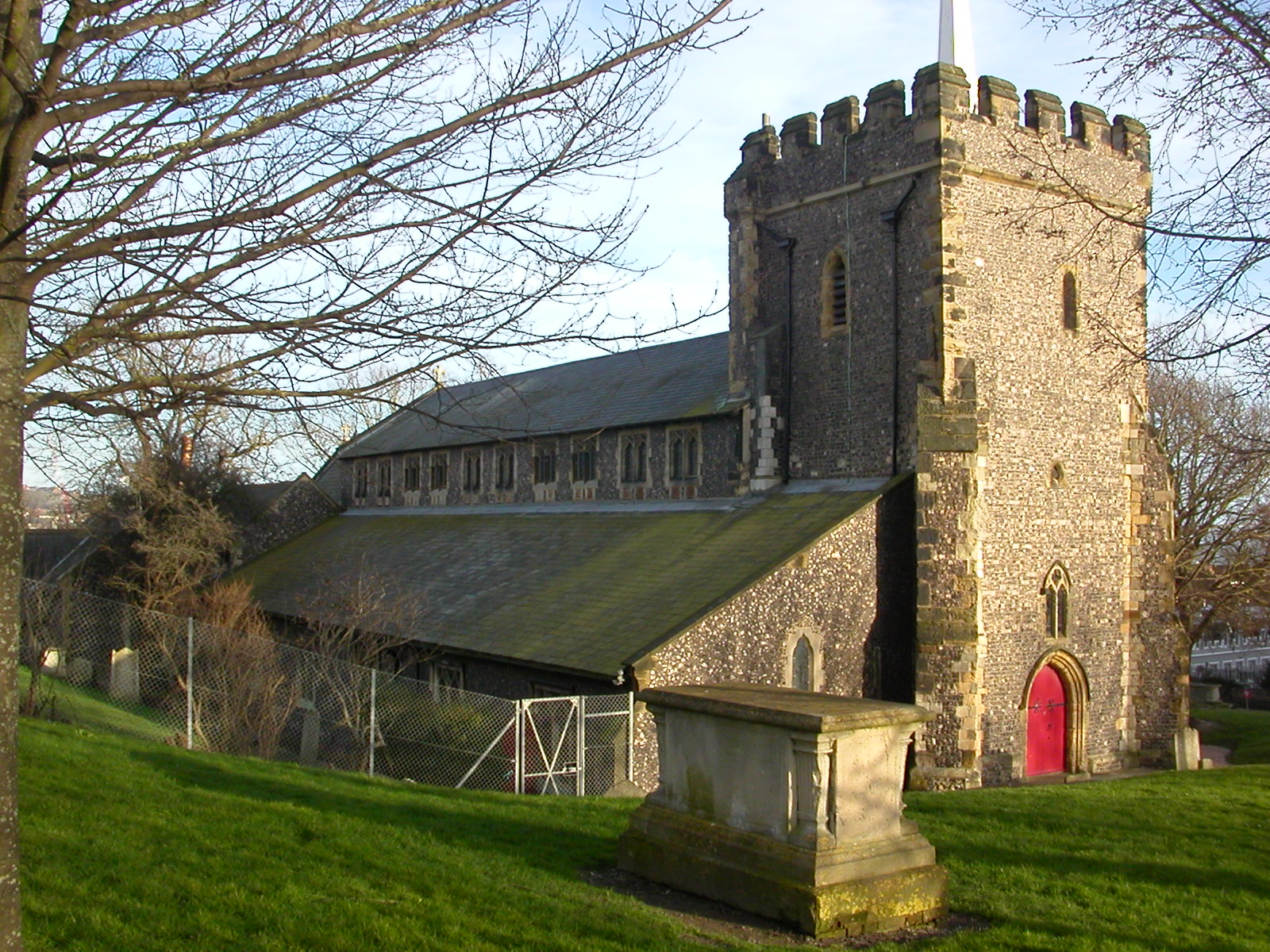
a Szent Miklós templom

## Kultúra
A város legrégebbi temploma a 11. századbeli Szent Miklós, amit "Anya-templomként" is emlegetnek. Ezen kívül híres még a Szent Barnabás templom és a Szent Péter templom is.
Brightonból származik a The Kooks nevű angol indie rock zenekar.
Itt nyerte meg az ABBA az 1974-es Eurovíziós Dalfesztivált a Waterloo című dallal.

## Sport
A város labdarúgócsapata jelenleg a Angol labdarúgó-bajnokságban a Premier League-ben szerepel Brighton & Hove Albion FC. Brighton ad otthont Sussex krikettcsapatának, a Sussex County Cricket Clubnak is.
A város rögbi egyesülete, a Brighton Football Club az ország legrégebb rögbi klubjai közé tartozik. A strandfoci pályát 2002-ben avatták fel olyan sztárok részvételével, mint Éric Cantona és Matt Le Tissier.

## Testvérvárosai
- Alicante (Spanyolország)

## Kapcsolódó szócikk
Brightoni francia protestáns templom

## Fordítás
Ez a szócikk részben vagy egészben  a   Brighton című angol Wikipédia-szócikk fordításán alapul.  Az eredeti cikk szerkesztőit annak laptörténete sorolja fel. Ez a jelzés csupán a megfogalmazás eredetét és a szerzői jogokat jelzi, nem szolgál a cikkben szereplő információk forrásmegjelöléseként.